# Zsidóvár
Zsidóvár (románul Jdioara, szerbül Židovar) falu Romániában Temes megyében.

## Fekvése
Lugostól 20 km-re délkeletre a Temes jobb partján fekszik, Kricsóhoz tartozik.

## Története
Egykori várának romjai a Temes jobb partján állnak. A várat 1320-tól említik, mint a lugosi kerület központját. A szörényi bánhoz, majd a temesi ispánhoz tartozott. 1387-ben Losonci István és László hűtlenektől foglalták vissza Zsigmond részére. 1439-ben Zsigmond Hagymás Lászlónak adta, akitől 1440-ben I. Ulászló hívei foglalták el. A török időkben palánkvár volt.
1910-ben 1310, túlnyomórészt román lakosa volt. A trianoni békeszerződésig Krassó-Szörény vármegye Temesi járásához tartozott.